# Pelle Seth
Per Gustaf (Pelle) Seth, född 5 juni 1946 i Engelbrekts församling, Stockholm, är en svensk reklamtecknare, filmare, manusförfattare och regissör. 

## Regi i urval
- 1987 – Träff i helfigur (TV)
- 1989 – Varuhuset
- 1990 – Den Svarta Cirkeln
- 1994 – Fallet Paragon
- 1996 – Luigis Paradis
- 1997 – Beck – Lockpojken
- 1997 – Beck – Mannen med ikonerna (TV)
- 1999 – Reuter & Skoog
- 2006 – Göta kanal 2 – kanalkampen
- 2014 – Hemlösa Sakta Genom Stan
- 2015 – Dancing Me and Myself
- 2015 – Du Gamla Fria
- 2016 – I Min Hatt (Fotoutställning)

## Filmmanus
- 1986 – Triumvirat